# Tituly a vyznamenání Jana Smutse

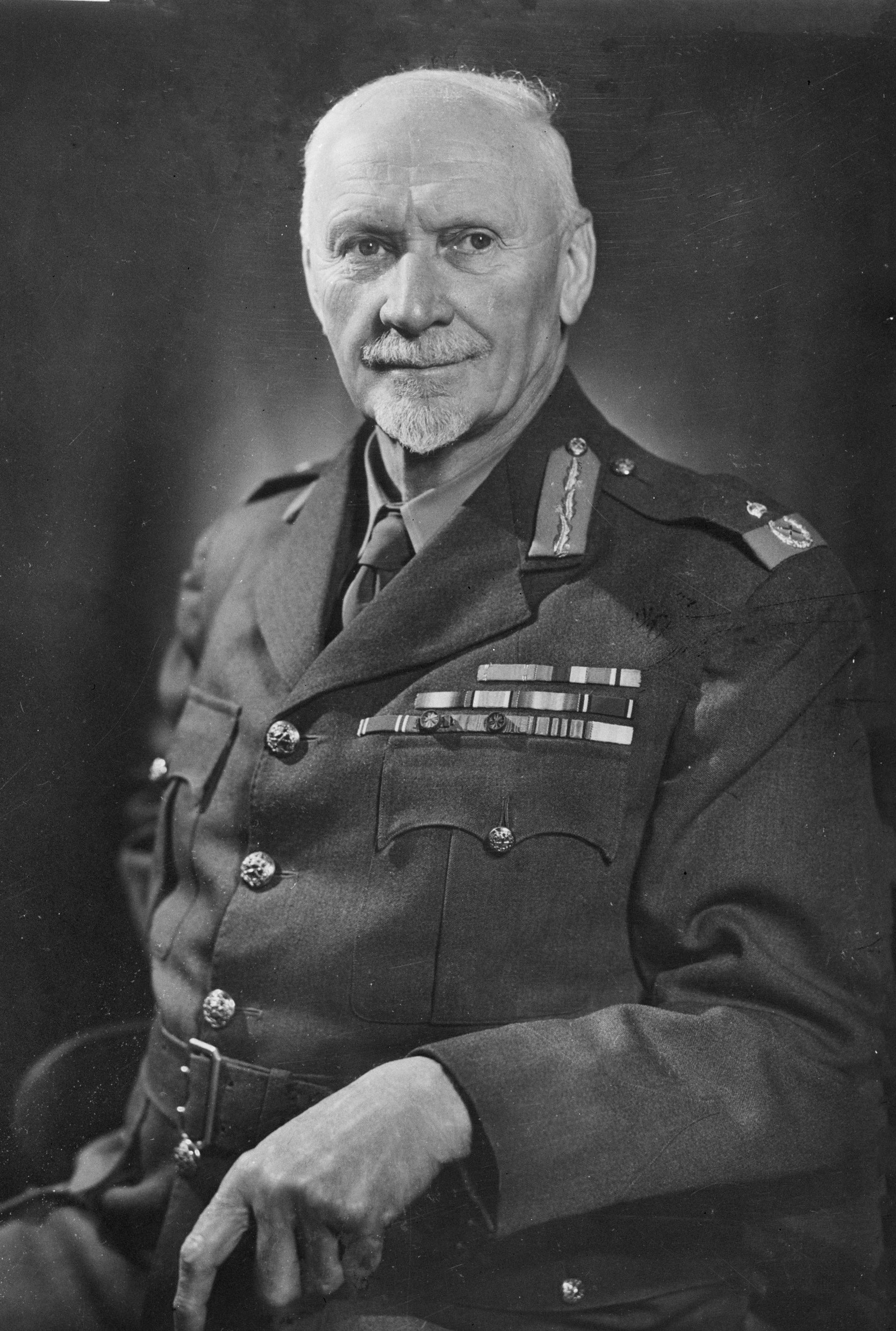
Jan Smuts v roce 1947

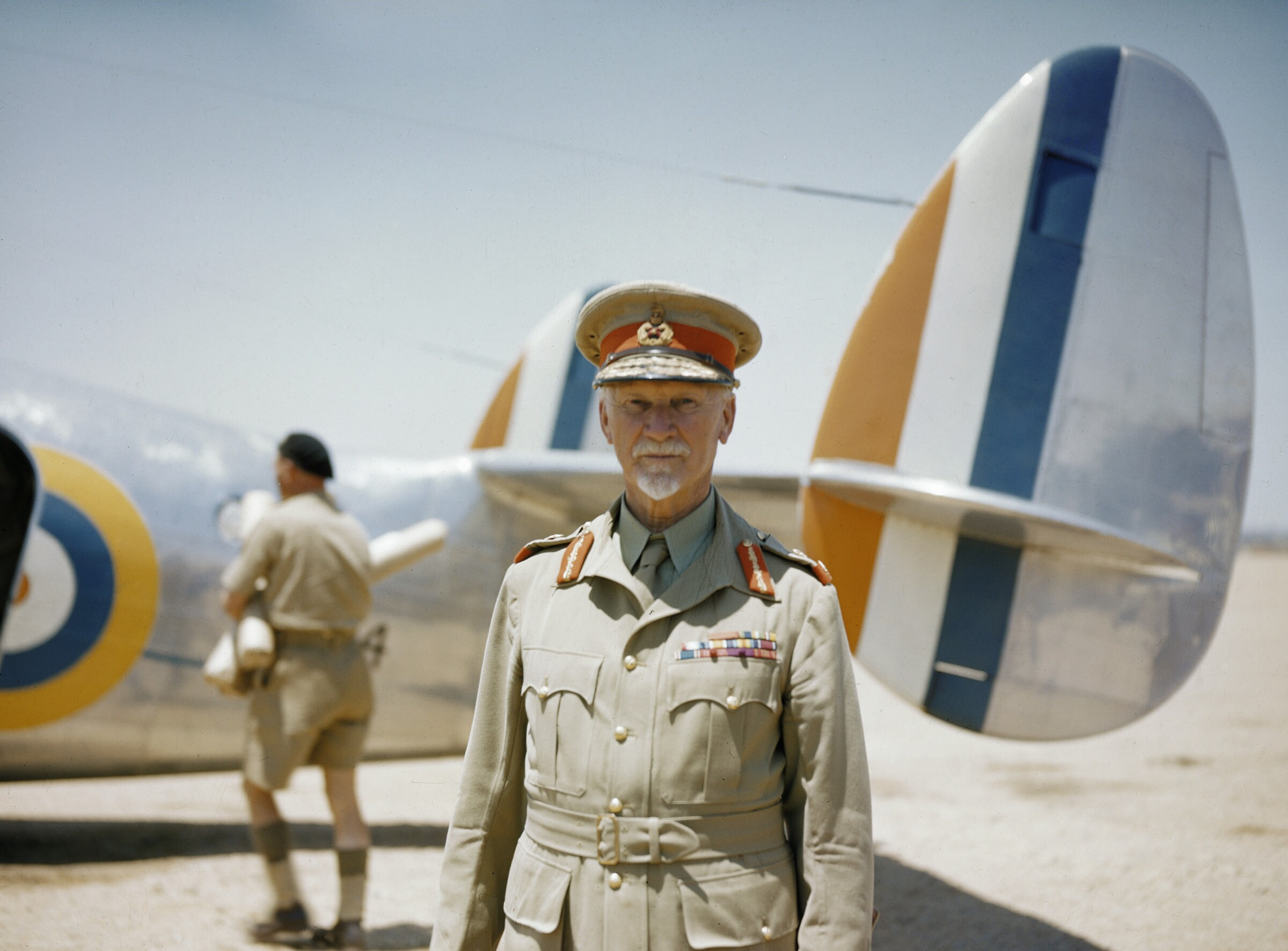
Polní maršál Jan Smuts

Polní maršál Jan Smuts, jihoafrický státník, voják a filozof, obdržel během svého života řadu jihoafrických, britských i zahraničních vyznamenání.

## Vyznamenání

### Jihoafrická vyznamenání
- Medaile za službu v Africe
- Vyznamenání za loajální službu
- Vyznamenání za efektivnost
- Medaile za anglo-búrskou válku
- Pamětní medaile Jihoafrické unie
- Vítězná medaile

### Britská vyznamenání
- Hvězda 1914–15
- Hvězda 1939–1945
- Africká hvězda
- Britská válečná medaile
- Medaile Za obranu
- Hvězda za Francii a Německo
- Italská hvězda
- Medaile stříbrného výročí krále Jiřího V. – 1935
- Korunovační medaile Jiřího VI. – 1937
- Řád za zásluhy – 1. ledna 1947
- Řád společníků cti – 4. června 1917
- Válečná medaile 1939–1945

### Zahraniční vyznamenání
- Belgie
  -  velkostuha Řádu Leopolda II. – 1946
  -  velkokříž Řádu africké hvězdy – 1948
  -  velkodůstojník Řádu Leopolda – 1917
  -  Croix de Guerre – 26. července 1917[2]
- Dánsko
  -  Medaile svobody krále Kristiána X. – 1947
- Egyptské království
  -  velkostuha Řádu Muhammada Alího – 1947
- Francie
  -  komandér Řádu čestné legie – 1917
- Nizozemsko
  -  velkokříž Řádu nizozemského lva – 1946
- Portugalsko
  -  velkokříž Řádu věže a meče – 7. ledna 1945[3]
- Řecko
  -  zlatý Kříž za statečnost – 1943
  -  velkokříž Řádu Spasitele – 1949
- Spojené státy americké
  -  Medaile za evropsko-africko-středovýchodní tažení